# Klinti Qato
Klinti Qato (Kuçovë, 23 dicembre 1997) è un calciatore albanese, centrocampista del Vllaznia.

## Carriera
Il 1º luglio 2024 viene acquistato a titolo definitivo dalla squadra albanese del Vllaznia.

## Statistiche

### Presenze e reti nei club
Statistiche aggiornate al 10 luglio 2025.
| Stagione        | Squadra         | Campionato      | Campionato | Campionato | Coppe nazionali | Coppe nazionali | Coppe nazionali | Coppe continentali | Coppe continentali | Coppe continentali | Altre coppe | Altre coppe | Altre coppe | Totale | Totale |
| Stagione        | Squadra         | Comp            | Pres       | Reti       | Comp            | Pres            | Reti            | Comp               | Pres               | Reti               | Comp        | Pres        | Reti        | Pres   | Reti   |
| --------------- | --------------- | --------------- | ---------- | ---------- | --------------- | --------------- | --------------- | ------------------ | ------------------ | ------------------ | ----------- | ----------- | ----------- | ------ | ------ |
| 2018-2019       | Teuta           | KS              | 1          | 0          | CA              | 3               | 0               | -                  | -                  | -                  | -           | -           | -           | 4      | 0      |
| 2019-2020       | Luftëtari       | KS              | 22         | 0          | CA              | 1               | 0               | -                  | -                  | -                  | -           | -           | -           | 23     | 0      |
| 2020-2021       | Tomori          | KP              | 18+2       | 2+1        | CA              | 1               | 0               | -                  | -                  | -                  | -           | -           | -           | 21     | 3      |
| 2021-2022       | Laçi            | KS              | 21         | 2          | CA              | 7               | 0               | UECL               | 6                  | 0                  | -           | -           | -           | 34     | 2      |
| 2022-2023       | Laçi            | KS              | 10         | 0          | CA              | 2               | 0               | UECL               | -                  | -                  | -           | -           | -           | 12     | 0      |
| 2023-2024       | Laçi            | KS              | 31+1       | 1+0        | CA              | 1               | 0               | -                  | -                  | -                  | -           | -           | -           | 33     | 1      |
| Totale Laçi     | Totale Laçi     | Totale Laçi     | 62+1       | 3+0        |                 | 10              | 0               |                    | 6                  | 0                  |             | -           | -           | 79     | 3      |
| 2024-2025       | Vllaznia        | KS              | 30+2       | 3+0        | CA              | 4               | 0               | UECL               | 2                  | 0                  | -           | -           | -           | 38     | 3      |
| 2025-2026       | Vllaznia        | KS              | 0          | 0          | CA              | 0               | 0               | UECL               | 1                  | 0                  | -           | -           | -           | 1      | 0      |
| Totale Vllaznia | Totale Vllaznia | Totale Vllaznia | 30+2       | 3+0        |                 | 4               | 0               |                    | 3                  | 0                  |             | -           | -           | 39     | 3      |
| Totale carriera | Totale carriera | Totale carriera | 133+5      | 8+1        |                 | 19              | 0               |                    | 9                  | 0                  |             | -           | -           | 166    | 9      |